# Casa de Cultura Euclides da Cunha
A Casa de Cultura Euclides da Cunha, também chamada de Casa Euclidiana, é uma instituição cultural da cidade paulista de São José do Rio Pardo, cujo nome homenageia o engenheiro militar e escritor brasileiro Euclides da Cunha que ali residiu entre os anos de 1898 a 1901 e foi transformada em espaço cultural no ano de 1946.

## Histórico
A casa foi morada de Euclides da Cunha quando este, servindo como engenheiro, coordenou em São José do Rio Pardo a reconstrução de ponte metálica sobre o rio que dá nome ao lugar; ali nasceu e foi batizado seu filho Manoel Afonso e foi o lugar onde o escritor dedicou-se à escrita da obra Os Sertões.
Pelo decreto-lei 15.961 de 1946 a Casa de Cultura foi fundada, mantendo-se a pequena construção de zinco, servindo desde então como espaço memorial e cultural, encarregado de preservar a memória euclidiana; desde 2003 a instituição é assessorada por um conselho que é composto por membros capazes de atuar nas questões referentes ao escritor.

## Acervo

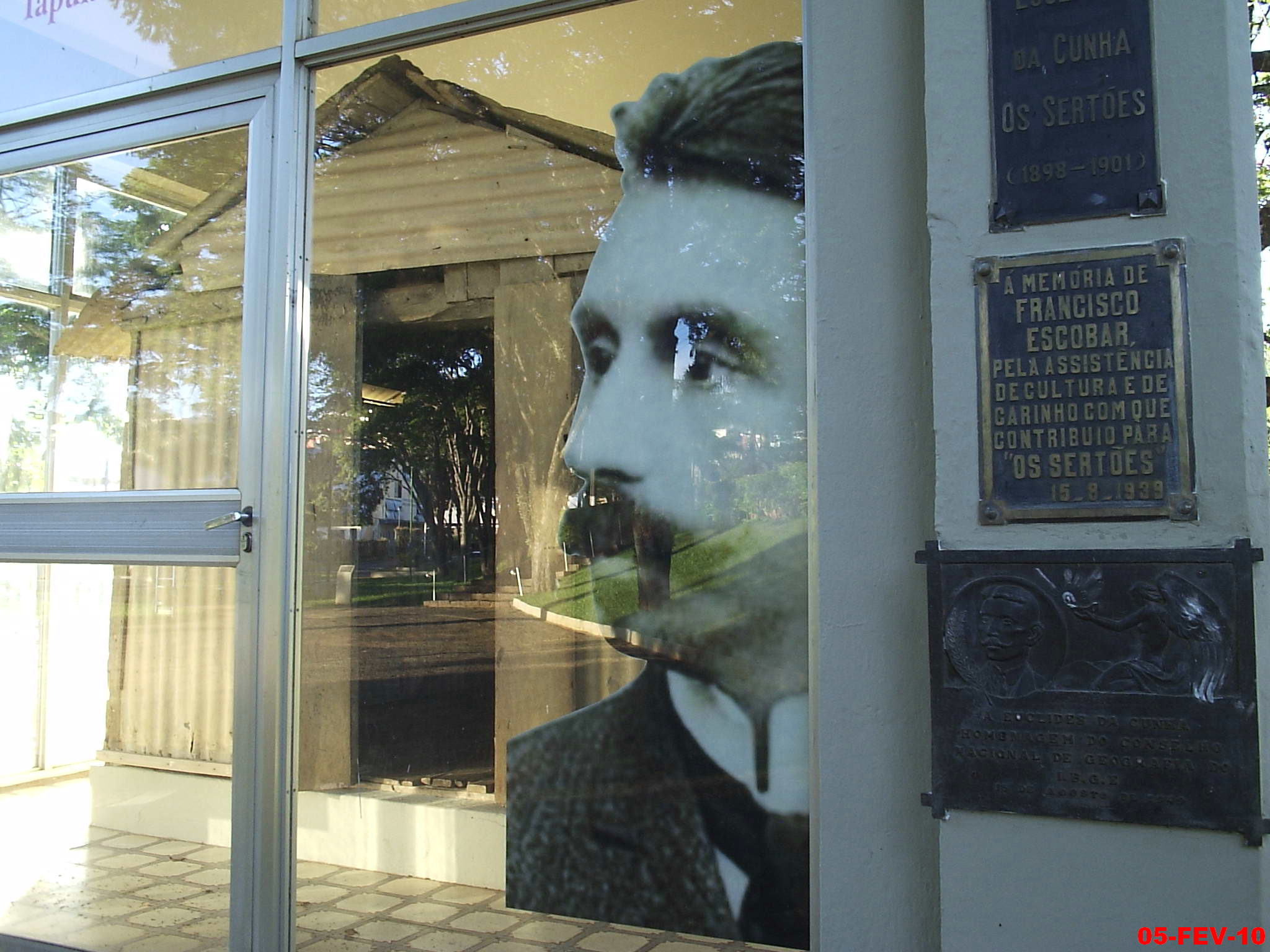
Estrutura externa que protege a cabana de zinco.

A "Casa" possui museu e espaço de estudos, mantendo acervo com originais e documentos sobre Euclides da Cunha.
Possui uma exposição permanente com cinquenta obras do artista cearense Otoniel Fernandes Neto, intitulada "Os Sertões: Centenário da Guerra de Canudos".

## Localização e funcionamento
Situa-se na parte central da cidade, à avenida Marechal Floriano, e está aberta ao público no horário das oito às dezessete horas.
O principal evento da entidade é a "Semana Euclidiana", realizada no período de 9 a 15 de agosto de cada ano.